# 姉なるもの
『姉なるもの』（あねなるもの、英: The Elder Sister-like One）は、飯田ぽち。による漫画作品。もともとは成人向けの同人誌であり、『電撃G'sコミック』（KADOKAWA）にて2016年5月号（3月30日発売）より連載を開始。同誌が2019年5月号（3月30日発売）で休刊するのに伴い、以降はComicWalker、ニコニコ静画などで同誌のレーベルで連載されている。
クトゥルフ神話とおねショタを組み合わせた作品。

## 登場人物
夕（ゆう）
少年。14歳。
5歳のころに両親を事故で亡くし、親戚の家を転々としている。母の従弟である叔父に引き取られたが叔父が倒れて入院したため、一人で繰らすことに。
昔から人には見えないものお化けが見えていた。
雷と犬が苦手。趣味は読書。
千夜（ちよ）
声 - 堀江由衣（CM）
女性。「千の仔孕む森の黒山羊」と呼ばれる神もしくは悪魔のような存在。夕には千夜姉（ちよねえ）と呼ばれる。好きなことは本を読むこと。苦手なことは料理。巨乳。
夕に乞われ、姉となる。
昔から人に召喚されてきた。永いときを生きており、本人も年齢はわからない。
人の体になって、慣れていないためよく寝れず夜更かしをしており、読書している。
人の区別がついていなかったが、テレビに出演する人を見て段々と区別がつくようになっている。
目隠ししても、感覚で在りかがわかってしまう。
魔法が使える。
蓮沼 涼（はすぬま りょう）
夕の叔父。夕の父の弟であり、入院している。病室は302号室。
陽からは「涼（りょう）くん」と呼ばれている。
学生時代に従姉である夕の母、陽子に恋をしていたが、実兄の翔と陽子が親の反対を押し切って家を出て結婚。陽子が幸せになればと思っていたが、兄と陽子が事故で亡くなりその死を受け入れられず、生き返らせるために悪魔を召喚しようとした。その結果、召喚された存在が陽。
夕と同様に、霊感がある。
長らく入院していたが退院した。
死人を生き返らせることを望んでいた。
陽（ハル）
セーラー服を着た少女。首筋にほくろがある。一人称は「僕」。夕の叔父さんの病室に、向日葵の花を飾っていた。涼によって召喚された悪魔。
八百屋や蕎麦屋、花屋で働いている。
涼から「姉さん」と呼ばれており、その姿は学生時代の夕の母である陽子のもの。

## 書誌情報
- 飯田ぽち。 『姉なるもの』 KADOKAWA〈電撃コミックスNEXT〉、既刊6巻（2022年3月26日現在）
  1. 2016年12月17日発売[28]、ISBN 978-4-04-89247-7-1
  2. 2017年8月25日発売[29]、ISBN 978-4-04-893309-4
  3. 2018年8月27日発売[30]、ISBN 978-4-04-912013-4
  4. 2020年1月10日発売[31]、ISBN 978-4-04-912987-8
  5. 2020年12月26日発売[32]、ISBN 978-4-04-913587-9
  6. 2022年3月26日発売[33]、ISBN 978-4-04-914293-8

## OVA
2020年1月にOVA化が発表され、2020年中の公開とされていたが、2025年2月現在も公開はされていない。

## 反響
2017年8月、「第3回次にくるマンガ大賞」で、コミックス部門6位となった。